# Episodi di Duck Dodgers (seconda stagione)
La seconda stagione della serie televisiva animata Duck Dodgers, è stata trasmessa tra il 2004 e il 2005 dall'emittente televisiva Cartoon Network.
| #  | Titolo                                                                                          |
| -- | ----------------------------------------------------------------------------------------------- |
| 1  | Pianeta Porcello ("Pig Planet")                                                                 |
| 2  | Il cacciatorpediniere marziano / Il cucciolo CuCu ("Invictus Interruptus / Pet Peeved")         |
| 3  | La minaccia dell'uomo Zucchina / Da cacciatore a preda ("The Menace of Maninsuit / K-9 Quarry") |
| 4  | La voce di rimbalzo / Faccia di pupo ("Talent Show A-Go-Go / The Love of a Father")             |
| 5  | Paperi e cadette / Crociera spaziale ("The New Cadet / The Love Duck")                          |
| 6  | La taddeite ("The Fudd")                                                                        |
| 7  | Il segno di Xero / Fantasma a bordo ("The Mark of Xero / I See Duck People")                    |
| 8  | Il pianeta vivente / Duck Dodgers un ex mito ("Deathmatch Duck / Deconstructing Dodgers")       |
| 9  | Il signore dei pivelli / Agricoltura spaziale ("M.M.O.R.P.D. / Old McDodgers")                  |
| 10 | Diva a bordo / Il ritorno di Dodgerstein ("Diva Delivery / Castle High")                        |
| 11 | Il re del surf / Effetto sushi ("Surf the Stars / Samurai Quack")                               |
| 12 | Guerra e pace (prima parte) ("Of Course You Know This Means War and Peace: Part 1")             |
| 13 | Guerra e pace (seconda parte) ("Of Course You Know This Means War and Peace: Part 2")           |